# Білецьківські плавні
Біле́цьківські Пла́вні — ландшафтний заказник загальнодержавного значення в Україні. Розташований у Полтавській області, в околицях міста Кременчука. 
Загальна площа заказника — 2 980 га, у тому числі на території міста Кременчука — 75 га. 
Розташований у долині Дніпра. До складу заказника входять острови Зелений, Динька, Фантазія. 
«Білецьківські Плавні» на Кам'янському водосховищі у Кременчуцькому районі — ділянка добре збереженої заплави Дніпра. Вона розташована у верхній частині водосховища, яка значною мірою зберегла річковий характер. В багатьох місцях «Білецьківські Плавні» межують із забудовою міста Кременчука. 
На Дніпрі майже не залишилось ділянок, аналогічних «Білецьківським Плавням», після того, як у його середній та нижній течіях було споруджено шість водосховищ. Ширина заплави тут близько 7 км. В розміщенні її проток і островів чітко простежуються риси рельєфу, характерні для заплав.
У 2010 році ввійшов до складу регіональний ландшафтний парк «Кременчуцькі плавні».

## Рослинний світ
Рослинний покрив плавнів формується в залежності від сучасного рівня ґрунтових вод. Цей покрив досить різноманітний — тут поєднується водна рослинність, прибережно-водні зарості, луки, залишки заплавних лісів, а також піщані луки на верхівках грив. Нині найбільші площі займають прибережно-водна високотравна рослинність та піщані сухі луки. Більша частина лук середнього зволоження та лісів була затоплена при створенні водосховища та змінилася прибережно-водною рослинністю. Хоча тут багато проток та заток, водна рослинність у плавнях розвинута слабко, що пов'язано з коливанням рівня води у водосховищі. Тому серед водних видів найпоширеніші занурені рослини, прикріплені до дна — водопериця колосиста, рдесники блискучий та кучерявий. Лише зрідка трапляється латаття біле і дещо частіше — глечики жовті. Угрупування прибережно-водної рослинності утворюють смуги вздовж заток та проток. Найбільші площі займають зарості рогозу широколистого та вузьколистого разом з очеретом.
Луки — справжні та заболочені — займають нині в «Білецьківських Плавнях» невеликі площі. В комплексі з луками трапляються ділянки заплавних лісів — як на невеликих острівцях, так і у вигляді смуг по берегах водотоків. В деревостані переважають невисокі крислаті дуби, трапляються в'яз, тополя біла, верба ламка. В травостої заплавних лісів участь суто лісових видів невелика. Подекуди домінують конвалія звичайна, хвилівник звичайний, ластовень лікарський. Переважають у цих лісах лучні види і так звані рослини узлісь. Дуже цікавими є вільшняки в притерасній частині Дніпра біля села Білецьківка.
Досить значні площі в плавнях займають сухі піщані луки, особливо в центральній частині заплави на великих островах та півостровах. Загалом, рослинний світ «Білецьківських Плавнів» відзначається багатством та різноманітністю — від водної рослинності до сухих піщаних лук. У плавнях зростає чимало рідкісних та малопоширених рослин — водяний горіх дніпровський, очиток шестирядний, очиток пурпуровий, півники сибірські, куга тригранна та деякі інші.

## Тваринний світ
Фауна ландшафтного заказника формувалася під значним впливом зарегулювання Дніпра. Водночас фауністичні комплекси значною мірою зберегли риси, притаманні тваринному світу колишнього Дніпра.
Влітку найчисленнішими та різноманітними групами тварин є прибережно-водні та лісові. У прибрежно-водних екотопах можна зустріти видру річкову, занесену до Червоної книги України, єнотоподібного собаку та ондатру (обидва ці види акліматизовано) і свиню дику.
Із птахів, що є, безумовно, окрасою «Білецьківських Плавнів», на особливу увагу заслуговують види, занесені до Червоної книги України — орлан-білохвіст, гоголь, кулик-сорока та малий крячок. У плавнях на прибережно-водних екотопах дуже поширеними є чаплі (сіра, руда, велика біла, мала біла та квак), качки (крижень, широконіска, чирок-тріскунок), крячки (річковий, світлокрилий, чорний). На стрімких берегах проток оселяються берегові ластівки.
Із плазунів трапляється черепаха болотяна та вуж. А серед земноводних дуже поширені жаби — озерна та ставкова. Із комах цікавою є знахідка вусача мускусного — виду, занесеного до Червоної книги України.
Водні тварини досить різноманітні та численні. В плавнях створилися сприятливі умови для нересту та схованки молоді риб. Постійно мешкають тут такі риби, як карась сріблястий, плотва, короп, окунь, щука та інші. Цікаво, що в плавнях знайдено два види павуків (сріблянка та доломеда), які є індикаторами чистоти води.
Лісова фауна має дещо збіднений характер, оскільки площа лісів невелика. Хребетні тварини представлені переважно птахами, рідше — плазунами; ссавці відвідують лісові ділянки нерегулярно. Загалом серед тваринного світу плавнів є ціла низка регіонально рідкісних видів. Влітку тут трапляється 9 видів тварин, занесених до Червоної книги України. Цей список може бути поповнений під час сезонних міграцій птахів.
«Білецьківські Плавні» — унікальна, малотрансформована ділянка заплави Середнього Дніпра з типовим ландшафтом, багатою природною рослинністю, флорою та фауною. Їх можна розглядати, як еталонні ділянки заплави Дніпра, подібних яким уже не збереглося.

## Галерея

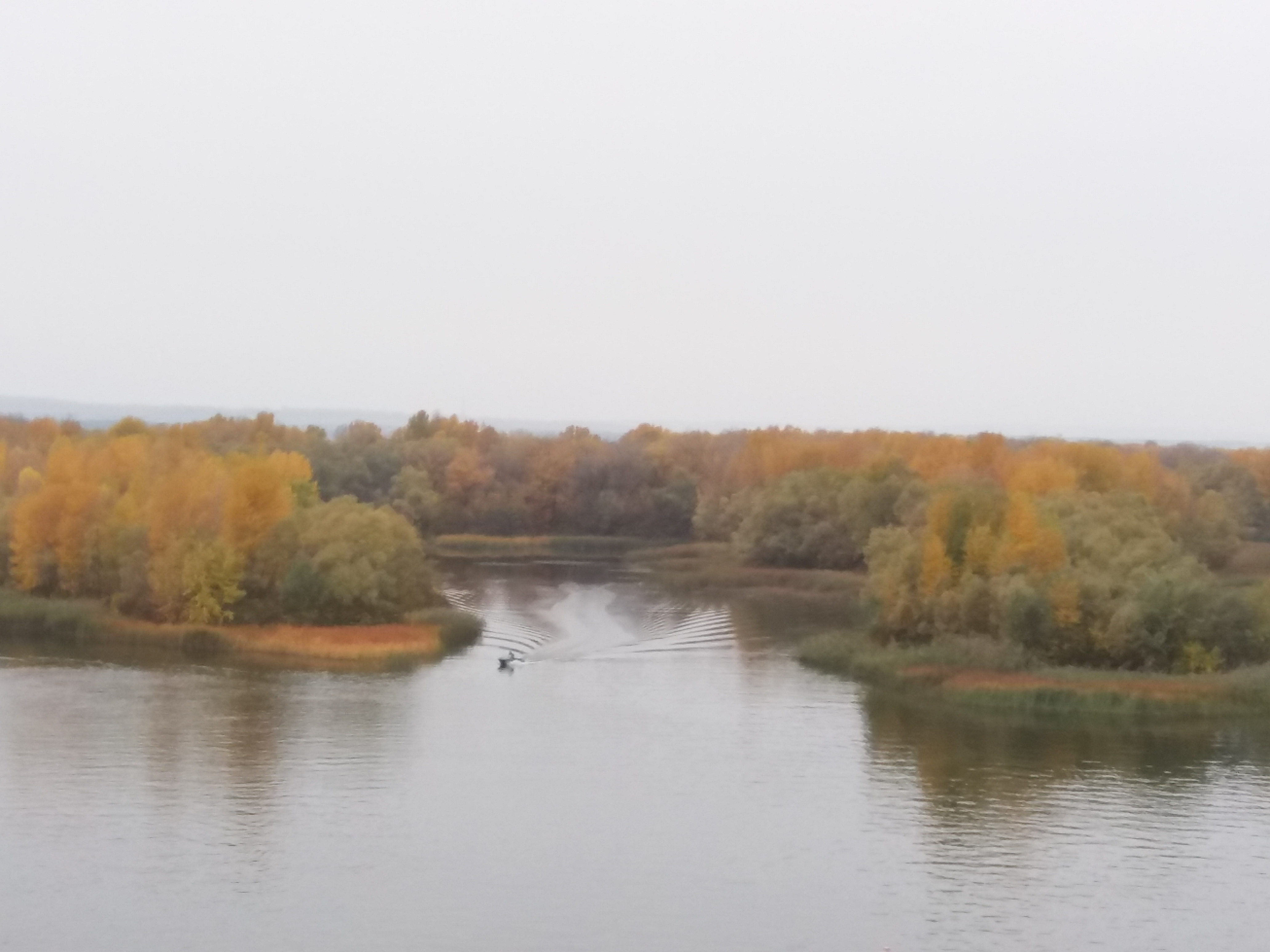
Білецьківські плавні з Крюківського мосту (жовтень 2017)
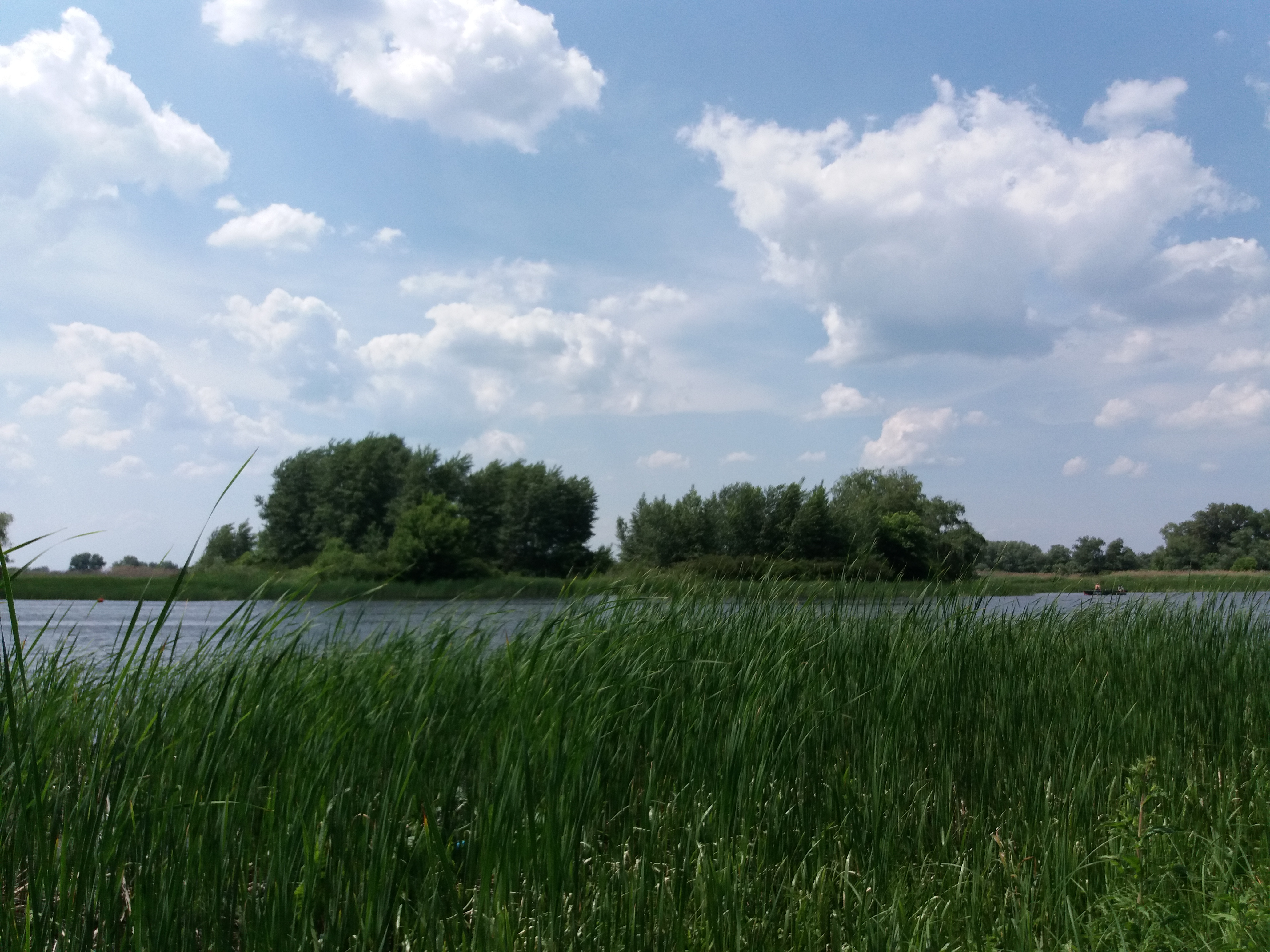
Білецьківські плавні навпроти Крюкова (травень 2019)
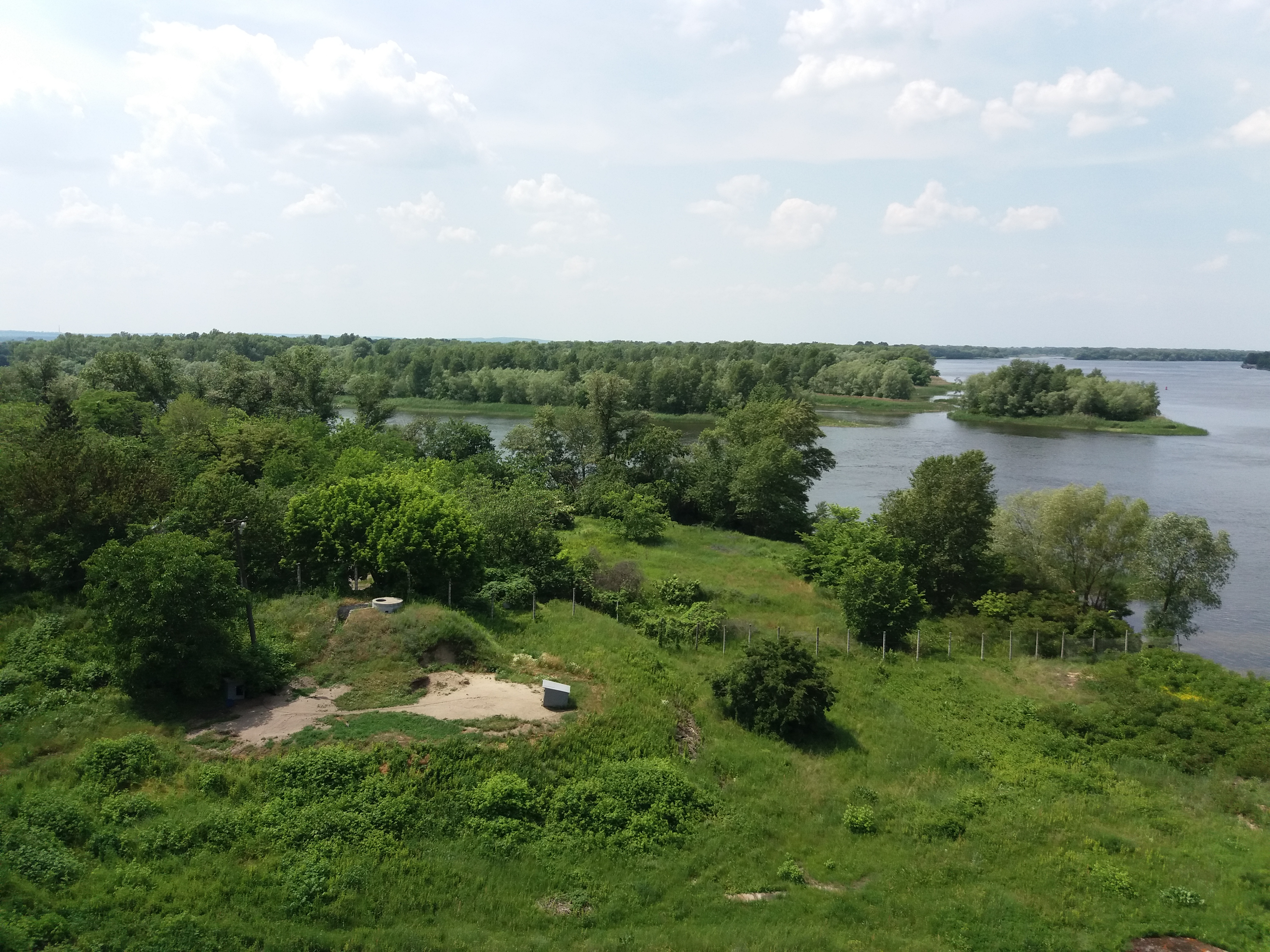
Білецьківські плавні з Крюківського мосту (травень 2019)
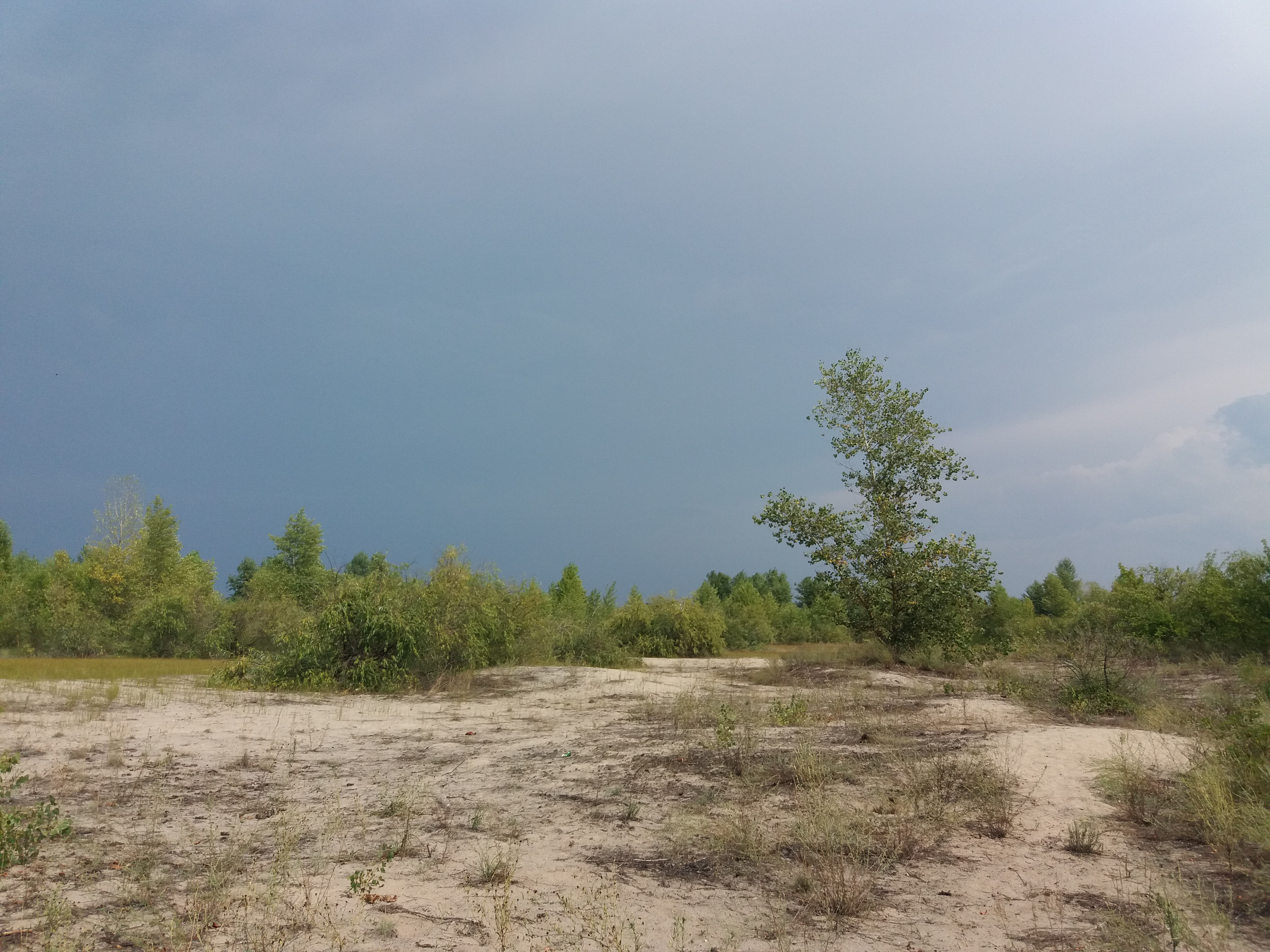
На Зеленому острові (липень 2019)